# 영세어업

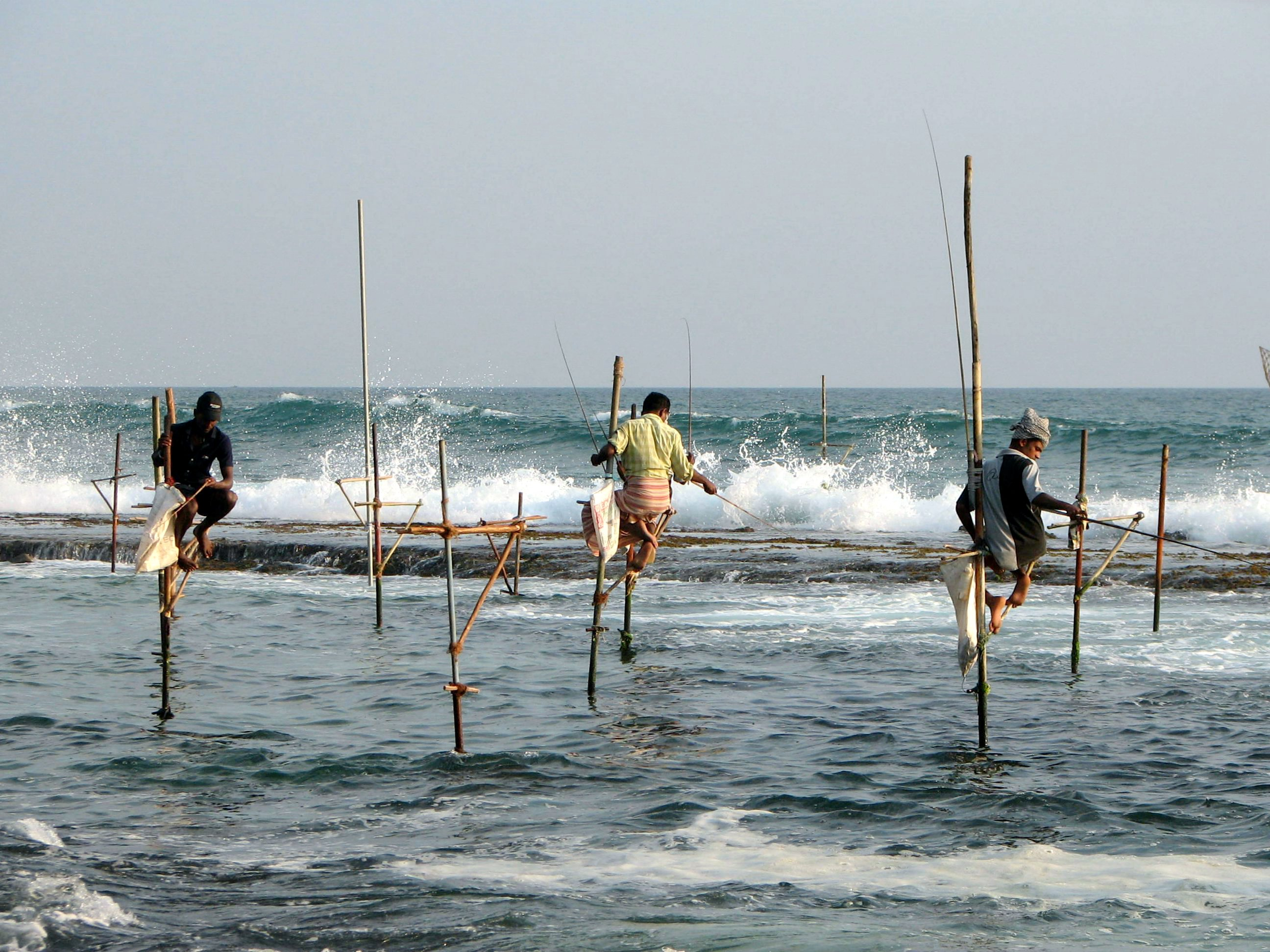
스리랑카.

영세어업(artisanal fishing) 또는 전통어업(traditional fishing)은 소규모, 로우테크, 저자본으로 개인 또는 가정 단위로 이루어지는 어업 활동이다. 상업적 어업과 반대되는 개념이다. 영세어업 가구는 대개 연안 지역에 분포한다. 영세어업은 비가공 수산물을 생산하여 대개 지역에서 소비된다.